# Sant Cebrià de Valldoreix
Sant Cebrià de Valldoreix (antigament Sant Cebrià d'Aquallonga) és una església d'origen romànic ubicada a Valldoreix, entitat municipal descentralitzada pertanyent a Sant Cugat del Vallès.

## Descripció

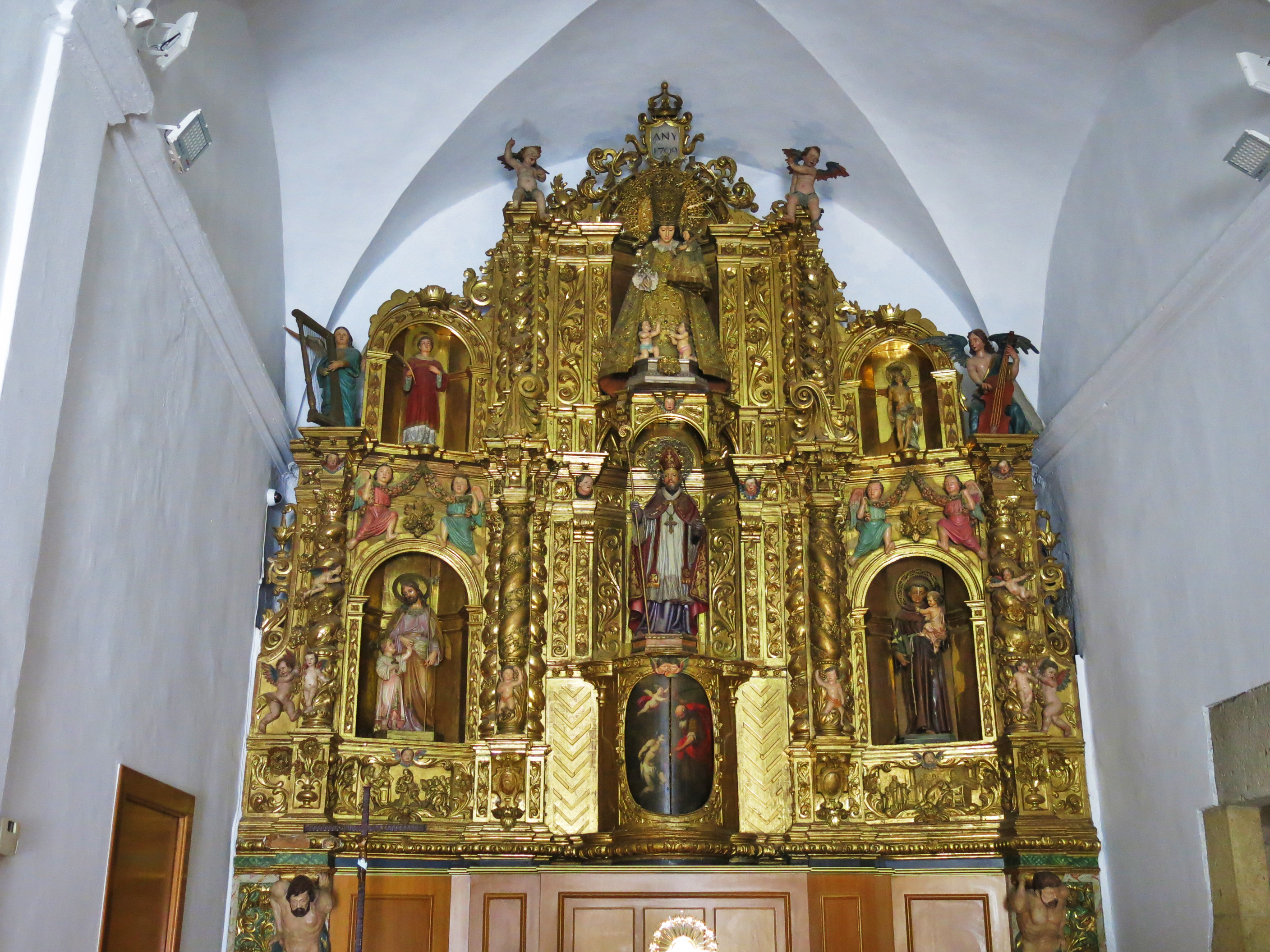
Retaule major barroc

Situada al carrer de l'Església, 7, a prop de l'Estació de Valldoreix dels FGC, és una església d'origen romànic que ha estat molt transformada. Avui dia hi ha un conjunt de construccions fetes en diferents èpoques. L'església està formada per una sola nau, amb dues capelles laterals a cada costat i ampliada en llarg al cantó de llevant. L'element més destacat n'és la torre campanar, que s'aixeca damunt la façana principal. Té una planta quadrangular i dues finestres d'arc de mig punt. El material constructiu n'és de paredat comú.

## Història
La primera notícia documentada n'és de l'any 940. La seva consagració fou el 1047 i el 1066 ja tenia el caràcter parroquial dependent del monestir de Sant Cugat. El 1107 fou destruït pels almoràvits i va ser reconstruïda més tard; i unida a la mesa episcopal de Barcelona, l'any 1391. L'antiga Aquallonga, terme on és l'església, constituí un terme independent que s'incorporà a Sant Cugat en el segle xix.